# Cementerio Israelita de La Tablada
El cementerio Israelita de La Tablada, también llamado Cementerio Comunitario de La Tablada, es un cementerio judío localizado en la localidad bonaerense de La Tablada, Argentina. En él se encuentran enterradas aproximadamente 150 000 personas, siendo el cementerio judío más grande del país y de toda América Latina.

## Historia
En 1930, un decreto del presidente José Félix Uriburu habilitó el cementerio de La Tablada de la comunidad sefaradí Socorros Mutuos. En 1935, la Jevrá Kedushá adquirió gran parte del cementerio. Finalmente, en 1936, el cementerio ashkenazi es inaugurado oficialmente.
En 1969 se inauguró una gran estrella de David, realizada por el escultor Simkho Schwarz y el arquitecto David Kaufman, en homenaje a los caídos en defensa del Estado de Israel.
En 2005, sobrevivientes de la Shoá residentes erigieron un monumento para las víctimas del Holocausto. En 2007, se inauguró un monumento en homenaje a las víctimas judías de la última dictadura cívico-militar, realizado por Ernesto Pesce. En 2008, se inauguró un monumento en homenaje a los jóvenes que lucharon en el gueto de Varsovia.

## Secciones
El cementerio cuenta con cinco monumentos destacados:
- el monumento en recordación por los caídos en defensa del Estado de Israel;
- el monumento en recordación por las víctimas del atentado a la embajada de Israel en Argentina;
- el monumento en recordación por las víctimas del atentado a la AMIA;
- el monumento en recordación por las víctimas del Holocausto, y un sector para los sobrevivientes del mismo;
- y el monumento en recordación por las víctimas de la dictadura cívico-militar establecida entre 1976 y 1983.

## Vandalismo
Al igual que otros cementerios judíos del país, así como de distintas partes del mundo, el Cementerio Israelita de La Tablada ha sido blanco de actos vandálicos, tanto delictivos como antisemitas.